# Ventasso
Ventasso is een Italiaanse gemeente in de provincie Reggio Emilia (RE), onderdeel van de regio Emilia-Romagna. Ventasso ligt in het uiterste zuidwesten van de provincie, in de bergachtige Apennijnen. In 2023 telde Ventasso 3.909 inwoners. 
De gemeente werd op 1 januari 2016 als een fusiegemeente opgericht door de fusie van de gemeentes Busana, Collagna, Ligonchio en Ramiseto, na een raadgevend referendum dat in mei 2015 werd georganiseerd en waar in elk van de vier betrokken gemeenten een meerderheid voor de fusie werd verkregen. De betrokken gemeenten, met vergelijkbare sociale en morfologische kenmerken, werkten al sinds 1999 samen in de Unione dei comuni dell'Alto Appennino Reggiano. Als locatie voor het gemeentehuis werd geen van de vier centra van de municipi genomen, maar het dorpje Cervarezza Terme op het gebied van de voormalige gemeente Busana, in de vallei van de Secchia, aan de voet van de 1.727 m hoge Monte Ventasso, de berg centraal gelegen in de gemeente waarnaar de gemeente is vernoemd.  De Ventasso is niet het hoogste punt van de gemeente, dat is met 2.054 m de Monte Prado, op de gemeentegrens.
De gemeente Ventasso ligt in een groot natuurgebied, dat in de gemeente zich uitstrekt tussen de valleien van de Ozola, de Secchia en de Enza, eveneens een belangrijk deel van de oppervlakte van het Nationaal park Appennino Tosco-Emiliano, dat zich wel ook nog over twaalf andere gemeentes uitstrekt verdeelt over meerdere provincies en regio's.
Het gebied, met ook een sterke toeristische sector, omvat bekende zomer- en wintervakantieoorden, zoals Ligonchio, Cerreto Laghi, Cervarezza Terme en Succiso.
Het wapen van de nieuwe gemeente, toegekend bij decreet van de president van de Republiek van 31 januari 2018, omvat de vier vorige wapenschilden van de gefuseerde gemeenten. De vlag herneemt dit wapen op een donkerblauwe achtergrond.
De aangrenzende gemeenten zijn Castelnovo ne' Monti, Comano (MS), Fivizzano (MS), Monchio delle Corti (PR), Palanzano (PR), Sillano Giuncugnano (LU), Vetto en Villa Minozzo.
Albinea · Bagnolo in Piano · Baiso · Bibbiano · Boretto · Brescello · Busana · Cadelbosco di Sopra · Campagnola Emilia · Campegine · Canossa · Carpineti · Casalgrande · Casina · Castellarano · Castelnovo di Sotto · Castelnovo ne' Monti · Cavriago · Collagna · Correggio · Fabbrico · Gattatico · Gualtieri · Guastalla · Ligonchio · Luzzara · Montecchio Emilia · Novellara · Poviglio · Quattro Castella · Ramiseto · Reggio Emilia  · Reggiolo · Rio Saliceto · Rolo · Rubiera · San Martino in Rio · San Polo d'Enza · Sant'Ilario d'Enza · Scandiano · Toano · Ventasso · Vetto · Vezzano sul Crostolo · Viano · Villa Minozzo